# Waidhofen, Neuburg-Schrobenhausen
Waidhofen là một đô thị thuộc huyện Neuburg-Schrobenhausen bang Bayern nước Đức